# Kimbirila-Sud
Kimbirila-Sud è una città e sottoprefettura della Costa d'Avorio appartenente al dipartimento di Samatiguila. Conta una popolazione di 8 550 abitanti (censimento 2014).